# Glacier Noir
Il Glacier Noir si trova nel Massiccio des Écrins nel dipartimento delle Alte Alpi.

## Toponimo
Prende il nome di Glacier Noir (ghiacciaio nero) perché nella parte inferiore si presenta completamente coperto di detriti rocciosi staccatisi dalle pareti delle montagne che lo contornano. Resta così un tipico ghiacciaio nero.
La caratteristica del ghiacciaio è particolarmente evidenziata dalla presenza del vicino Glacier Blanc.

## Caratteristiche
Il ghiacciaio scende in direzione est incuneato tra alte montagne. A sud del ghiacciaio si affacciano i versanti nord dell'Ailefroide, del Pic du Coup de Sabre, del Pic Sans Nom e del Monte Pelvoux. A nord è contornato dal Pic Coolidge, dal Pic Lory, dalla Barre des Écrins.